# Rattus tiomanicus
Rattus tiomanicus — один з видів гризунів роду пацюків (Rattus).

## Поширення
Країни поширення: Бруней, Індонезія, Малайзія, Філіппіни, Таїланд. Займає різні місця проживання в низинних районах: від вторинних лісів, сільськогосподарських угідь, плантацій, садів, чагарників до луків.

## Морфологія
Гризуни середнього розміру, завдовжки 125—190 мм, хвіст — 194—228 мм, стопа — 35 — 41 мм, вуха — 16 — 22 мм, вага до 195 г.

## Зовнішність
Хутро довге, м'яке і гладке, посипане довгими чорнувато-колючими волосками. Верхні частини дрібно посічені коричнево-оливковими волосками, боки і щоки трохи світліші, посипані темним волоссям, поки вентральні частини білі. Вуха великі, не густо покриті дрібними волосками. Хвіст довше голови та тіла, рівномірно темно-коричневий. У самок є 2 пари грудних сосків і 3 пахових пари. Каріотип дорівнює 2n = 42 FN = 58-64.

## Біологічні властивості
Це нічний вид, який проводить більшу частину свого часу на деревах, хоча його також часто спостерігають на землі. Він шукає притулку в основному серед пальмових угідь. Харчується частинами рослин і комахами, включаючи плоди олійних пальм. Статевої зрілості самиці досягають через 85 днів від народження. Народжують 2-7 малюків за раз після гестації тривалістю 21-22 день. 

## Загрози та охорона
Немає серйозних загроз виду. Присутній у кількох охоронних територіях. 